# Diócesis de Nashville
La diócesis de Nashville (en latín: Dioecesis Nashvillen(sis) y en inglés: Roman Catholic Diocese of Nashville) es una circunscripción eclesiástica de la Iglesia católica en Estados Unidos. Se trata de una diócesis latina, sufragánea de la arquidiócesis de Louisville. Desde el 21 de noviembre de 2017 su obispo es Joseph Mark Spalding.

## Territorio y organización

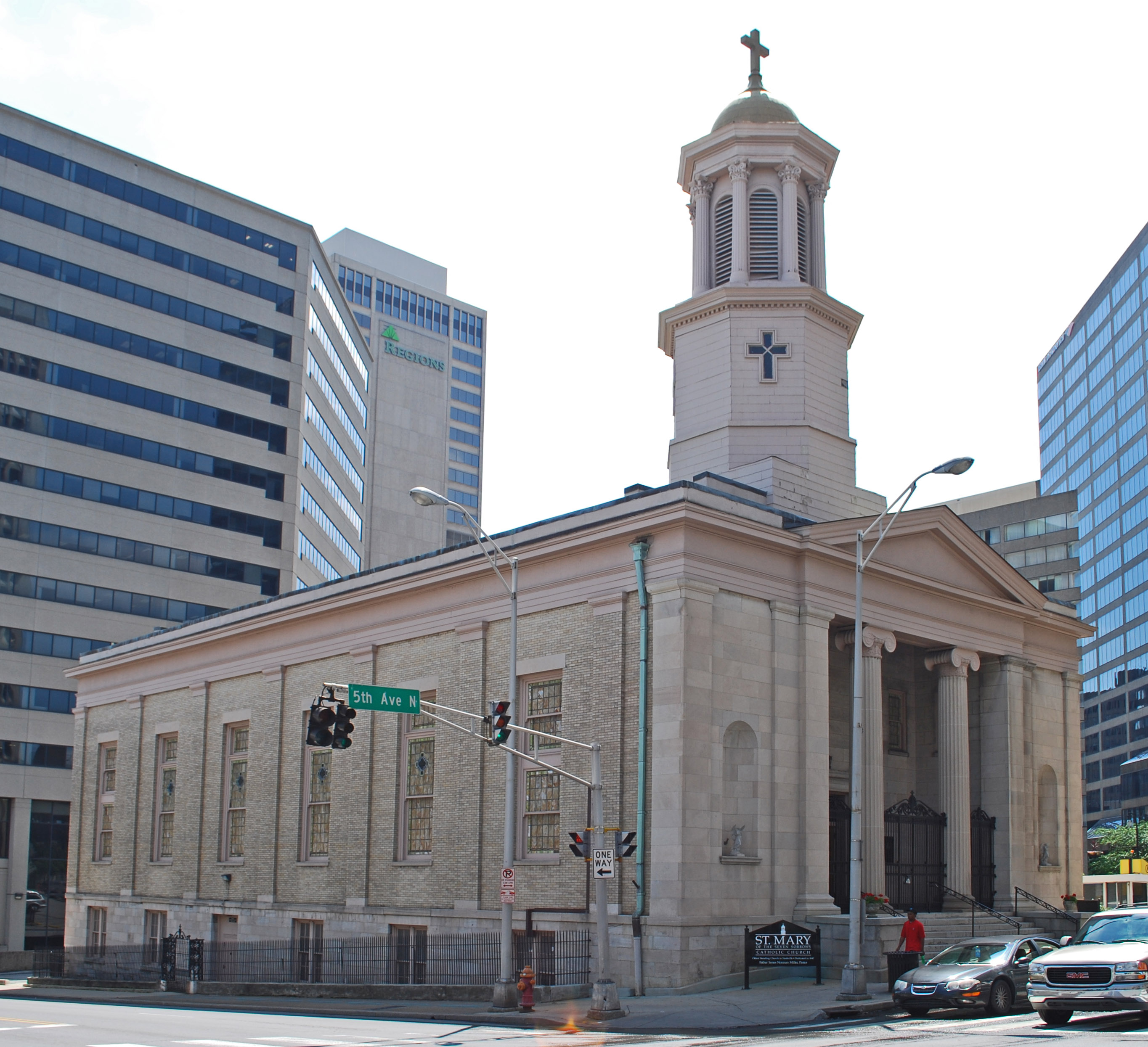
Iglesia de Santa María, que fue la catedral hasta 1914

La diócesis tiene 42 222 km² y extiende su jurisdicción sobre los fieles católicos de rito latino residentes en 51 condados del estado de Tennessee: Bedford, Cannon, Cheatham, Clay, Coffee, Davidson, DeKalb, Dickson, Franklin, Giles, Grundy, Hickman, Houston, Humphreys, Jackson, Lawrence, Lewis, Lincoln, Loudon, Macon, Marion, Marshall, Maury, McMinn, Monroe, Montgomery, Moore, Morgan, Overton, Perry, Polk, Putnam, Rhea, Roane, Robertson, Rutherford, Scott, Sequatchie, Sevier, Smith, Stewart, Sullivan, Sumner, Trousdale, Van Buren, Warren, Washington, Wayne, White, Williamson y Wilson.
La sede de la diócesis se encuentra en la ciudad de Nashville, en donde se halla la Catedral de la Encarnación y la excatedral de Santa María (fue la catedral hasta 1914).
En 2021 en la diócesis existían 52 parroquias agrupadas en 5 decanatos.

## Historia
La diócesis fue erigida el 28 de julio de 1837 con el breve Universi Dominici Gregis del papa Gregorio XVI, obteniendo el territorio de la diócesis de Bardstown (hoy arquidiócesis de Louisville).
Originalmente sufragánea de la arquidiócesis de Baltimore, el 19 de julio de 1850 pasó a formar parte de la provincia eclesiástica de la arquidiócesis de Cincinnati, y el 10 de diciembre de 1937 de la de la arquidiócesis de Louisville.
La diócesis comprendía todo el estado de Tennessee, hasta que cedió partes de su territorio para la erección de la diócesis de Memphis el 20 de junio de 1970 mediante la bula Quoniam complurium del papa Pablo VI; y de la diócesis de Knoxville el 27 de marzo de 1988 mediante la bula Antiquitus sane del papa Juan Pablo II.
La catedral primitiva de la diócesis, la iglesia del Santo Rosario, fue destruida y en su lugar se construyó el Capitolio del Estado de Tennessee. La segunda catedral diocesana fue la iglesia de Santa María, que sirvió como sede episcopal hasta 1914, cuando se inauguró la catedral actual.

## Estadísticas
Según el Anuario Pontificio 2022 la diócesis tenía a fines de 2021 un total de 84 637 fieles bautizados.
| Año                                                                             | Población            | Población | Población      | Sacerdotes | Sacerdotes    | Sacerdotes    | Bautizados por sacerdote | Diáconos permanentes | Religiosos | Religiosos | Parroquias |
| Año                                                                             | Bautizados católicos | Total     | % de católicos | Total      | Clero secular | Clero regular | Bautizados por sacerdote | Diáconos permanentes | Varones    | Mujeres    | Parroquias |
| ------------------------------------------------------------------------------- | -------------------- | --------- | -------------- | ---------- | ------------- | ------------- | ------------------------ | -------------------- | ---------- | ---------- | ---------- |
| 1950                                                                            | 37 501               | 3 250 000 | 1.2            | 119        | 89            | 30            | 315                      |                      | 68         | 455        | 55         |
| 1966                                                                            | 85 710               | 3 883 000 | 2.2            | 160        | 124           | 36            | 535                      |                      | 98         | 494        | 75         |
| 1970                                                                            | 90 595               | 4 015 760 | 2.3            | 167        | 122           | 45            | 542                      |                      | 123        | 498        | 81         |
| 1976                                                                            | 57 609               | 2 840 000 | 2.0            | 102        | 79            | 23            | 564                      | 25                   | 44         | 248        | 56         |
| 1980                                                                            | 65 981               | 2 879 000 | 2.3            | 113        | 74            | 39            | 583                      | 26                   | 61         | 163        | 61         |
| 1990                                                                            | 47 395               | 1 493 281 | 3.2            | 70         | 51            | 19            | 677                      | 34                   | 20         | 191        | 50         |
| 1999                                                                            | 63 363               | 1 824 375 | 3.5            | 74         | 53            | 21            | 856                      | 27                   | 4          | 153        | 50         |
| 2000                                                                            | 70 587               | 1 959 257 | 3.6            | 69         | 48            | 21            | 1023                     | 53                   | 25         | 151        | 50         |
| 2001                                                                            | 73 652               | 1 985 023 | 3.7            | 68         | 44            | 24            | 1083                     | 54                   | 26         | 149        | 50         |
| 2002                                                                            | 69 480               | 2 106 868 | 3.3            | 73         | 48            | 25            | 951                      | 55                   | 27         | 176        | 51         |
| 2003                                                                            | 70 623               | 2 097 905 | 3.4            | 74         | 49            | 25            | 954                      | 53                   | 26         | 191        | 51         |
| 2004                                                                            | 71 188               | 2 105 161 | 3.4            | 75         | 47            | 28            | 949                      | 52                   | 29         | 183        | 51         |
| 2013                                                                            | 78 700               | 2 444 050 | 3.2            | 89         | 62            | 27            | 884                      | 69                   | 30         | 265        | 53         |
| 2016                                                                            | 79 521               | 2 563 058 | 3.1            | 86         | 64            | 22            | 924                      | 97                   | 24         | 250        | 52         |
| 2019                                                                            | 85 600               | 2 693 600 | 3.2            | 95         | 76            | 19            | 901                      | 93                   | 19         | 303        | 52         |
| 2021                                                                            | 84 637               | 2 793 550 | 3.0            | 96         | 80            | 16            | 881                      | 89                   | 17         | 335        | 52         |
| Fuente: Catholic-Hierarchy, que a su vez toma los datos del Anuario Pontificio. |                      |           |                |            |               |               |                          |                      |            |            |            |

## Episcopologio
- Richard Pius Miles, O.P. † (28 de julio de 1837-21 de febrero de 1860 falleció)
- James Whelan, O.P. † (21 de febrero de 1860 por sucesión-23 de septiembre de 1863 renunció[nota 1])
- Patrick Augustine Feehan † (7 de junio de 1865-10 de septiembre de 1880 nombrado arzobispo de Chicago)
- Joseph (James) Rademacher † (3 de abril de 1883-15 de julio de 1893 nombrado obispo de Fort Wayne)
- Thomas Sebastian Byrne † (10 de mayo de 1894-4 de septiembre de 1923 falleció)
- Alphonse John Smith † (23 de diciembre de 1923-16 de diciembre de 1935 falleció)
- William Lawrence Adrian † (6 de febrero de 1936-4 de septiembre de 1969 retirado[nota 2])
- Joseph Aloysius Durick † (4 de septiembre de 1969 por sucesión-2 de abril de 1975 renunció)
- James Daniel Niedergeses † (8 de abril de 1975-13 de octubre de 1992 retirado)
- Edward Urban Kmiec † (13 de octubre de 1992-12 de agosto de 2004 nombrado obispo de Búfalo)
- David Raymond Choby † (20 de diciembre de 2005-3 de junio de 2017 falleció)
- Joseph Mark Spalding, desde el 21 de noviembre de 2017